# 第一街

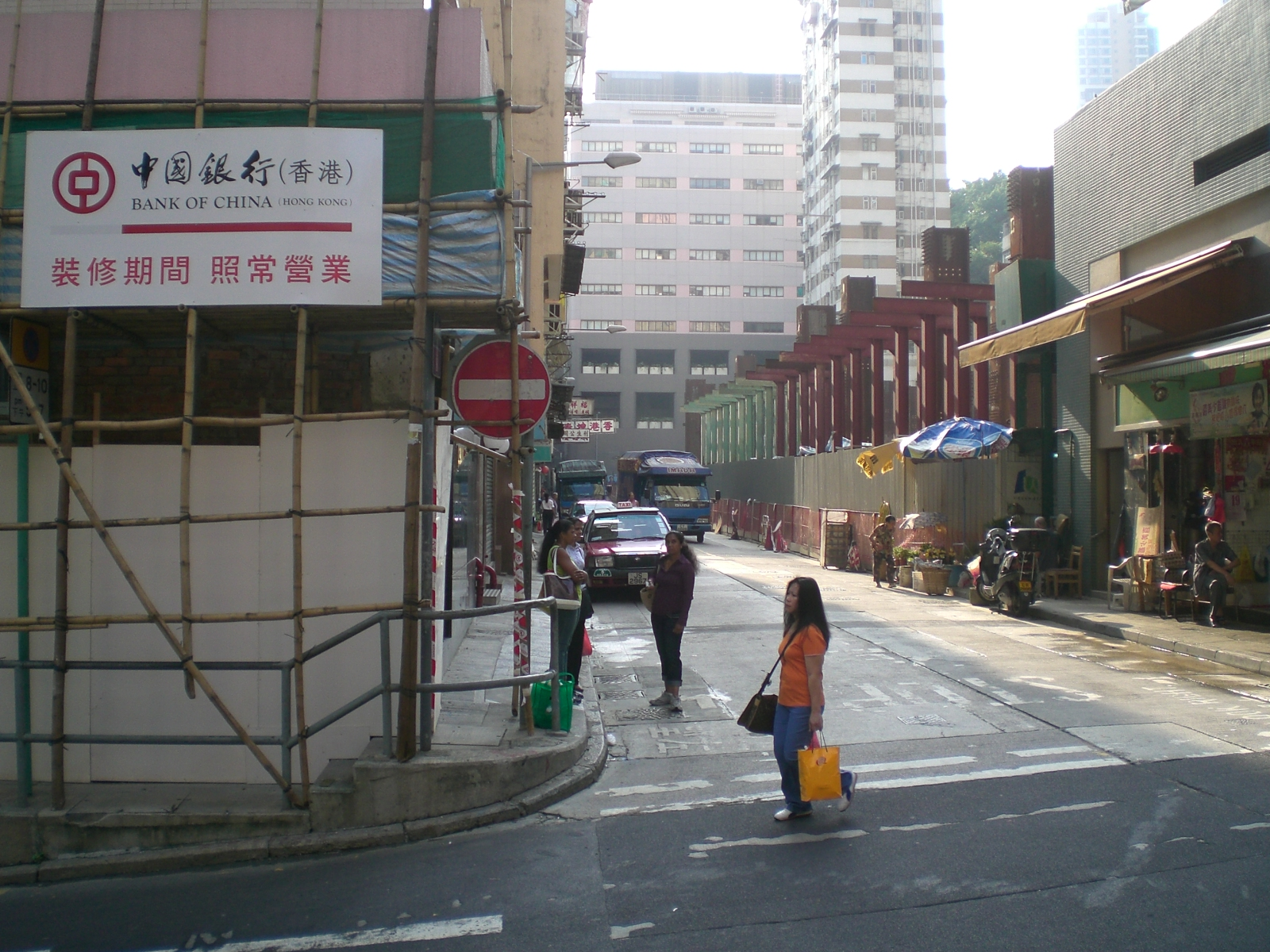
東望中國銀行正街分行及嘉里建設發展中的建築工地。

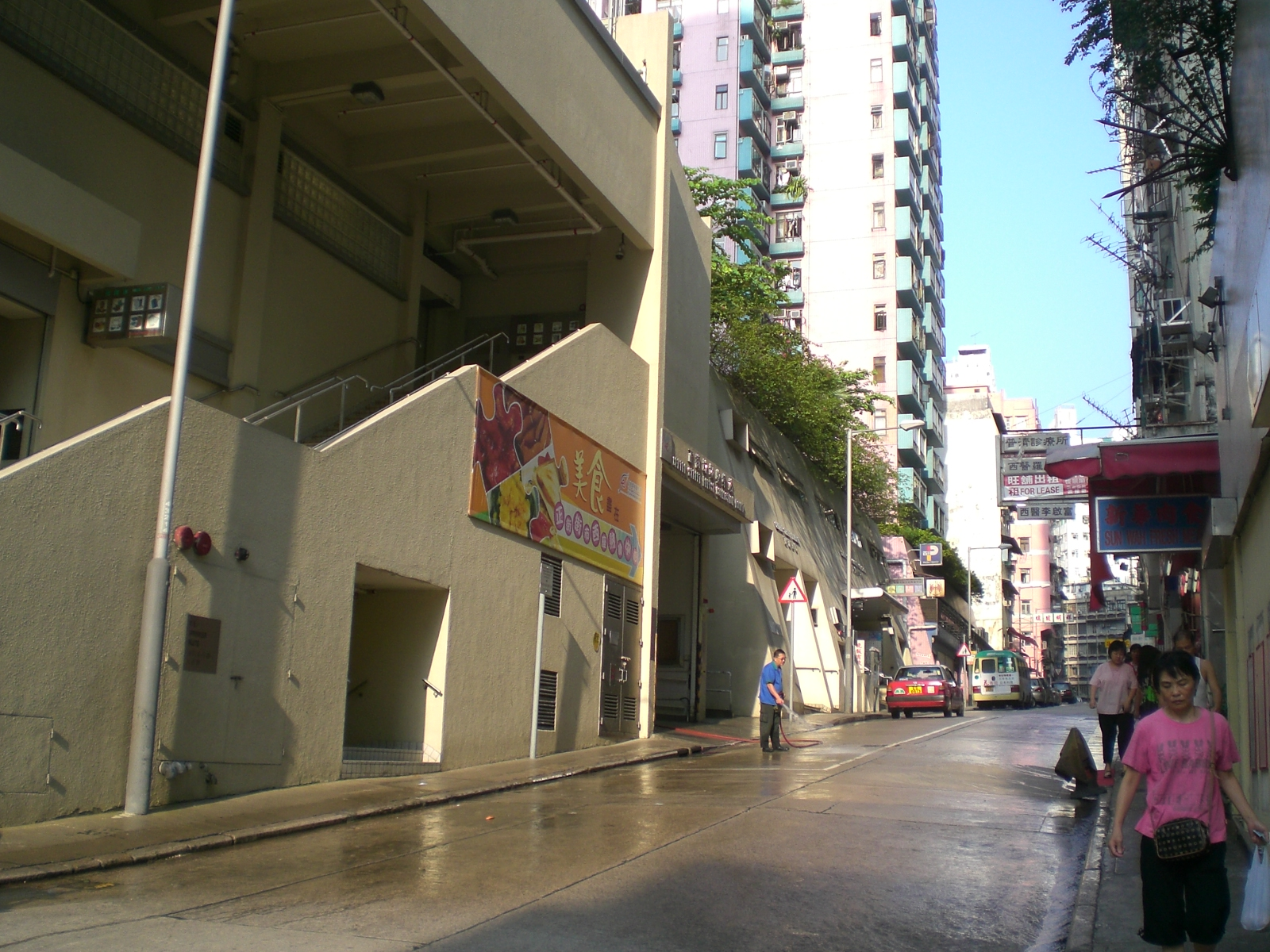
西望垃圾站、百佳及小巴站

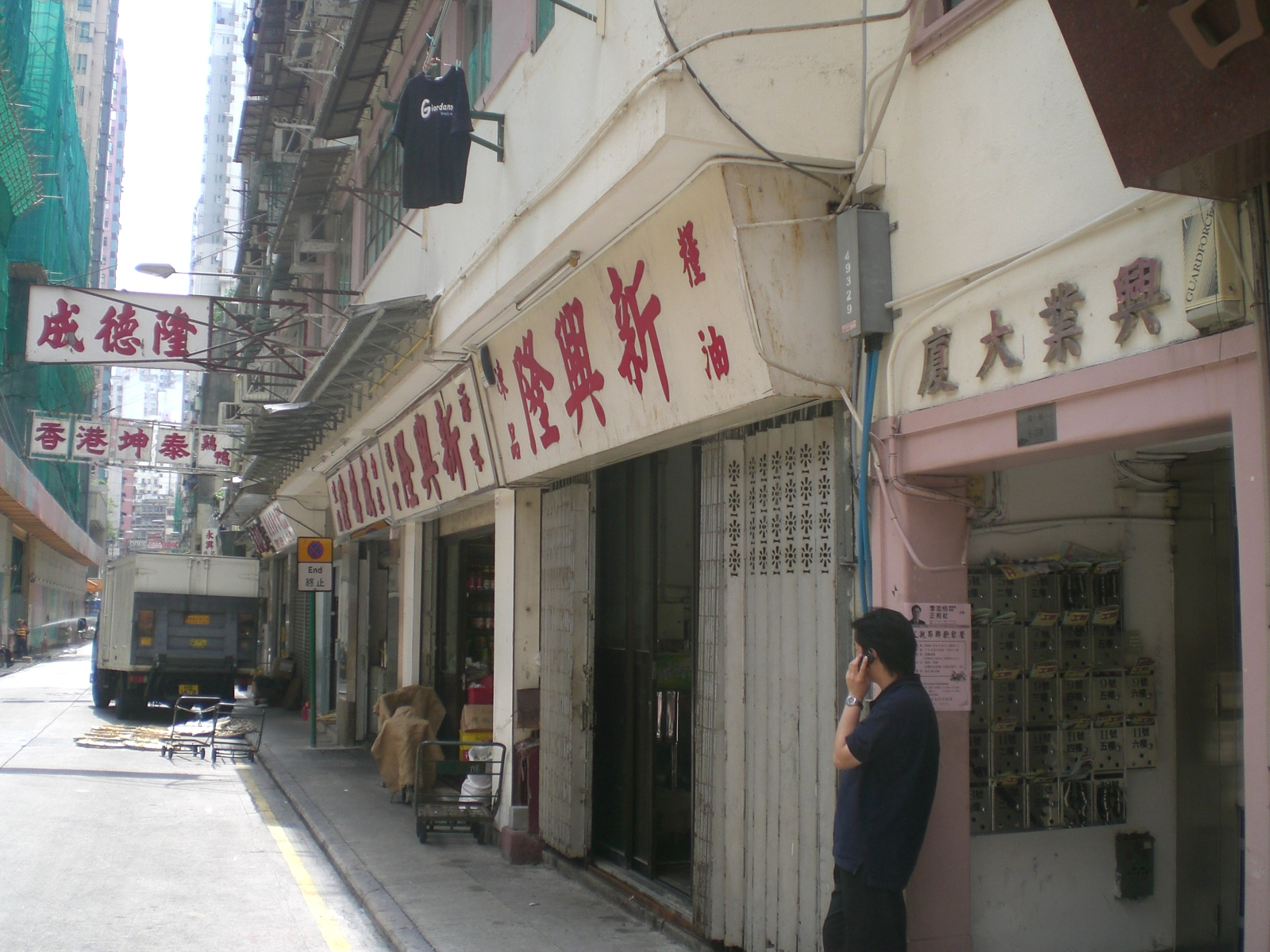
第一街東端傳統舊店舖

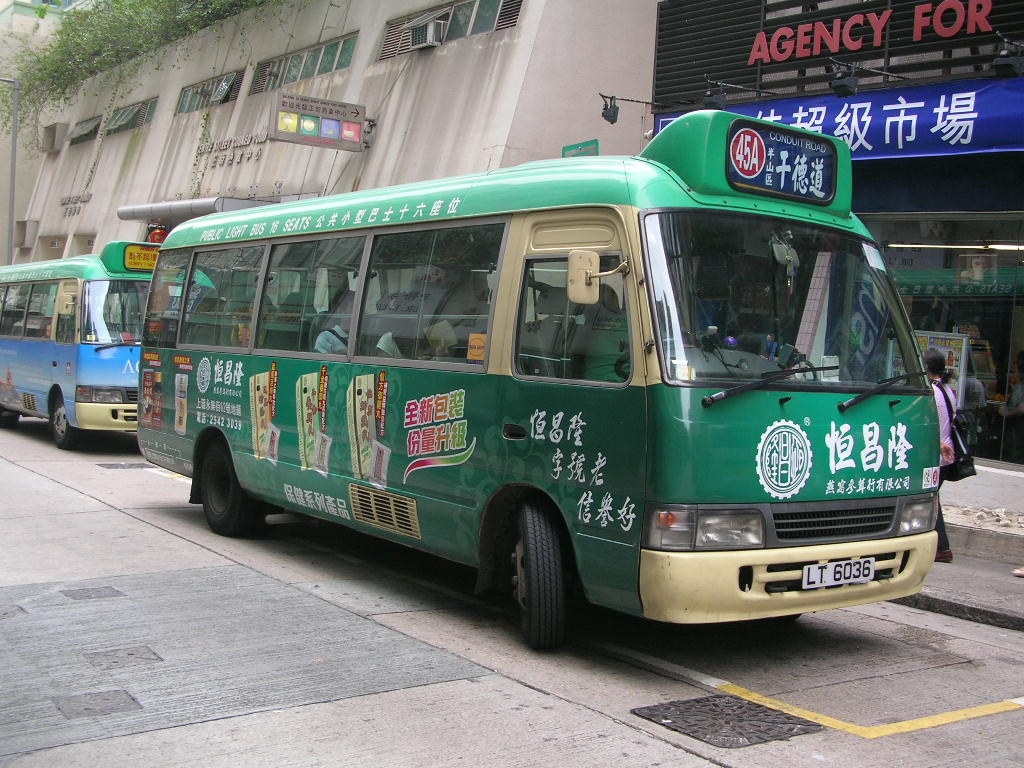
來往第一街至半山區的專線小巴45A線

第一街（英語：First Street）是一條位於香港西營盤的街道。
這條街道是早期西營盤發展的其中一部分。從南到北是高街、第三街、第二街及第一街；從西到東是西邊街、正街及東邊街。
第一街西邊連接薄扶林道，而東邊連接東邊街，長約250米，北部門牌為單數及在山坡上較低的位置。

## 交通
第一街為單程行車，車輛由東向西駕駛。在第一街不時可發現的士的縱影。除市區的士(紅色)外，則只有專線小巴45A線到達該處，總站設於正街與西邊街之間，即是第一街百佳超級市場門口。小巴45A的另一端總站設於干德道，途經般咸道、柏道、列堤頓道、巴丙頓道、羅便臣道、旭龢道、卑利士道等，都是香港島半山區，所以第一街附近的街市，有不少僑居港島半山區一帶的外籍家庭傭工來購物，購買力是中上的。
第一街鄰近港鐵港島綫西營盤站B1出口。

## 周邊小巷
小巷包括在西邊街及正街之間、通往皇后大道西的亞厘架巷及一條在西邊街及正街之間的未命名巷通往皇后大道西。這些小巷只供行人進入。

## 建築物
大部分在第一街周邊的建築物都是五、六層高，但亦有高層的大廈。例如順泰大廈、俊景閣、Charming Court及西園，共有五百二十八個單位，六十座大廈於第一街。最近竣工的有嘉里建設發展的縉城峰。